# Ostrowice
Pour la gmina, voir Ostrowice (gmina).
Ostrowice est une localité polonaise de la gmina de Drawsko Pomorskie, située dans le powiat de Drawsko en voïvodie de Poméranie-Occidentale. Avant 2018, elle était le siège de la gmina d'Ostrowice.

## Géographie

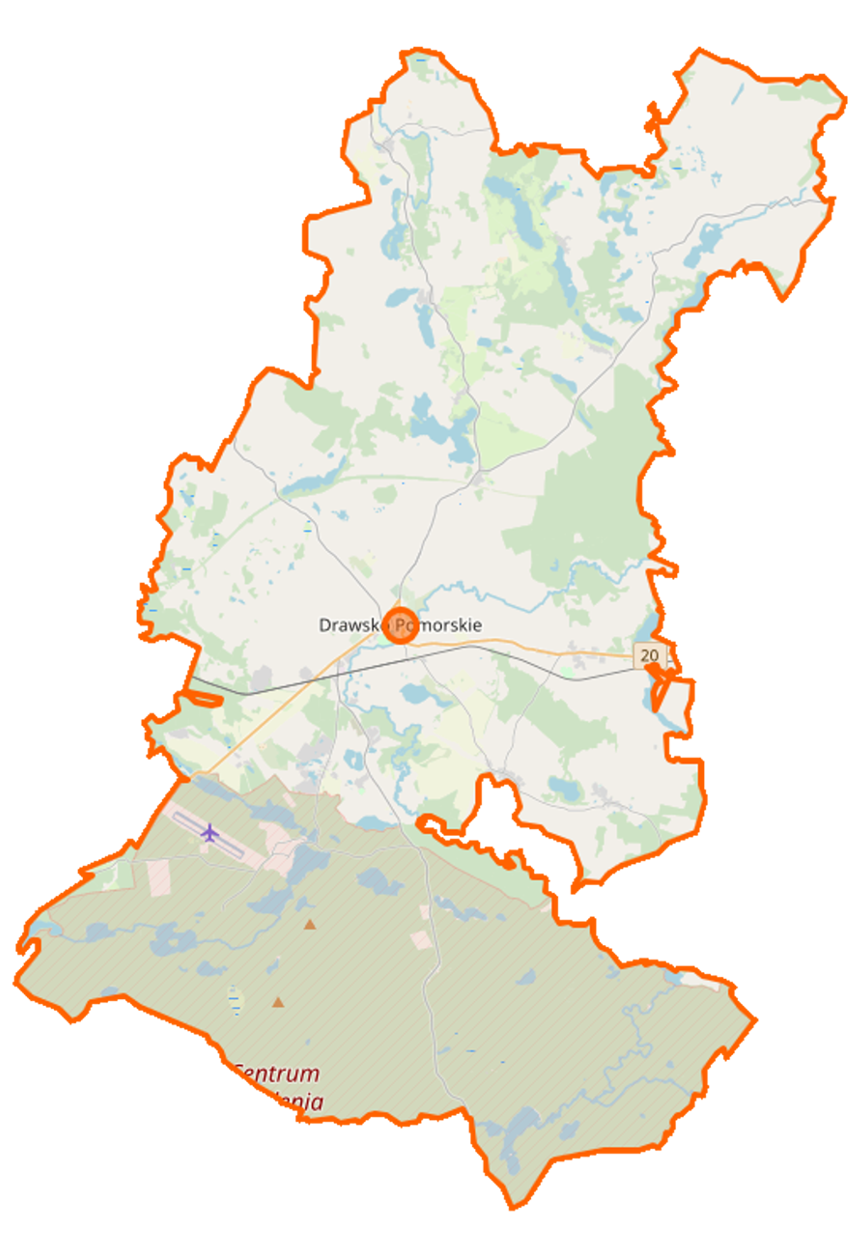
Carte de la gmina de Drawsko Pomorskie.

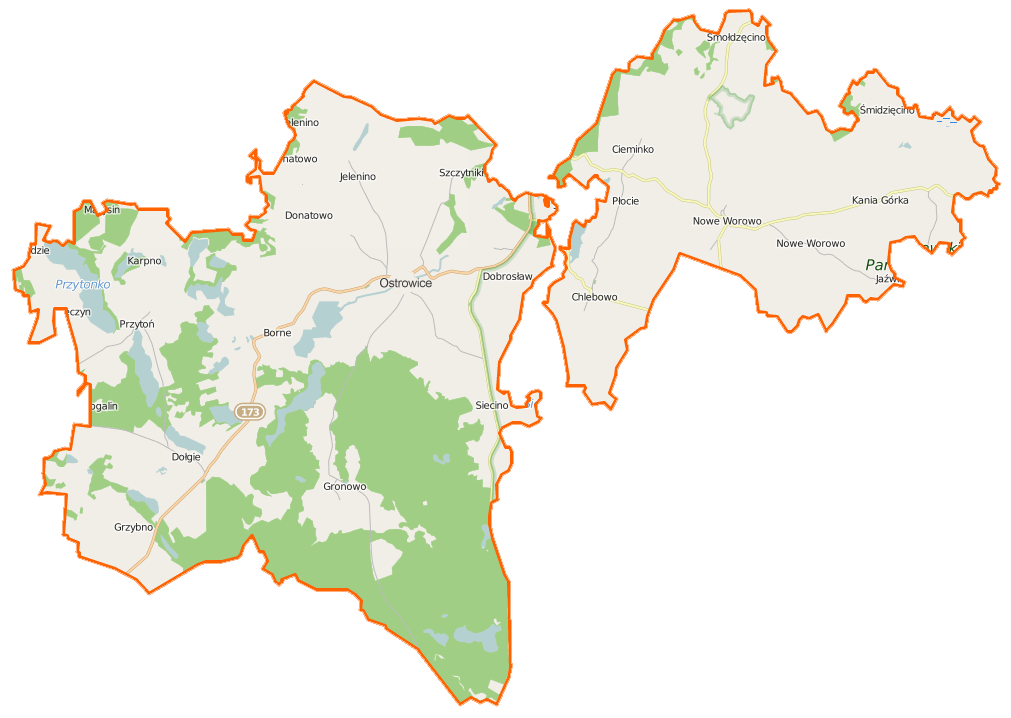
Carte de l'ancienne gmina d'Ostrowice.

## Histoire
De 1816 à 1945, Wusterwitz fait partie de l'arrondissement de Dramburg dans le district de Köslin au sein de la province de Poméranie.